# 2018年東海道新幹線車内殺傷事件
2018年東海道新幹線車内殺傷事件（2018ねんとうかいどうしんかんせんしゃないさっしょうじけん）は、2018年（平成30年）6月9日に、神奈川県を走行中の東海道新幹線「のぞみ265号」車内で発生した殺人事件。

## 事件の経緯
2018年（平成30年）6月9日（土曜日）21時45分ごろ、神奈川県の新横浜駅 - 小田原駅間を走行中の東海道新幹線「のぞみ265号」（N700系G32編成） (東京発新大阪行き）の12号車（785-1632）において、犯人A（当時22歳の男）が旅客3人を鉈で切りつけ、1人を殺害し、2人に重傷を負わせた。
のぞみ265号は新横浜駅を21時42分、定刻どおりに発車した。それから間もなく、12号車の後方の2列シートの左側に座っていた犯人Aが立ち上がり、右隣の席に座っていた旅客B(女性)を鉈で切りつけた。そののち、犯人Aは止めに入ろうとした旅客D（38歳男性、兵庫県尼崎市在住）ともみ合いになり、旅客Dが転倒したすきに通路を挟んで左隣にいた旅客C（女性）を切りつけた。旅客Dは切りつけられた2人を後方に避難させ、犯人Aに立ち向かったが、犯人Aに馬乗りになられて幾度も切りつけられた。
12号車での事件を聞いて駆けつけた車掌は、外したシートの座面やキャリーバッグを盾のようにして構えながら旅客Cに刃物を振り下ろしている犯人Aに近づき、説得した。列車は非常用ボタンの作動により綾瀬市内で緊急停止した後、22時3分に小田原駅に緊急停車し、Aは駅で待機していた警察官に殺人未遂の現行犯で逮捕された。
また、負傷した旅客は小田原市内の病院に搬送された。
旅客Dは搬送時すでに心肺停止となっており、まもなく死亡した。旅客Bと旅客Cの2人は重傷を負った。

## 犯人
犯人Aは愛知県岡崎市在住の犯行当時22歳の男。
Aは東京駅から指定席車両の12号車に乗車しており、新横浜駅から乗車した被害者らに凶行を行ったが、所持していたのは東京駅から名古屋駅までの自由席特急券であった。7月13日、横浜地検小田原支部はAの精神鑑定を行うための留置を開始した。精神鑑定の結果、Aは刑事責任能力があると判断され、11月19日、横浜地方検察庁小田原支部によって殺人罪などで起訴された。
2019年11月28日、横浜地方裁判所小田原支部で初公判が行われ、Aは「殺すつもりでやりました」と起訴事実を認めた。旅客Bと旅客Cに怪我を負わせたことについては「残念ながら殺し損ないました」と、旅客Dの殺害については「通路に倒れている人を殺そうとして見事に殺しきりました」と述べた。動機について「子供の頃から刑務所に入りたかった」「自分で考えて生きるのが面倒くさかった。他人が決めたルール内で生きる方が楽だと思い、無期懲役を狙った」という趣旨の供述をしており、また攻撃対象については「誰でもよかった」と供述した。
同年12月18日、横浜地方裁判所小田原支部は求刑通り無期懲役を言い渡し、控訴せず翌2020年1月に確定した。
刑務所に収容されているAはハンガーストライキや暴れるなどの問題行動を起こしている。現在は寝たきりの状態であり、隔離された保護室での生活を送っている。Aが弁護士ドットコムに宛てた書簡では人生に対して投げやりな記載が多く、被害者や被害者遺族に対する謝罪の弁は一切なかった。

## 反応・影響

### 著名人の反応
落語家の桂ぽんぽ娘が東京都内での仕事を終え京都市の自宅に帰るため当該列車に乗車しており、事件発生中の状況などを自身のTwitterに投稿した。

### 新幹線の安全対策強化
事件を受けて、新幹線を運行する各社は新幹線の安全対策強化に取り組んだ。
東海道新幹線を運行する東海旅客鉄道（JR東海）は6月13日、警備員を増員して車内や駅構内での巡回を強化する方針を明らかにした。また、7月25日には防護盾・刺又など防護用具や救急用品を車内に配備し、緊急対応用のグループ通話システムを整備することも発表した。2019年3月には、東海道新幹線の全列車において警備員が同乗する態勢が実現したことを発表した。東日本旅客鉄道（JR東日本）や西日本旅客鉄道（JR西日本）でも、本事件を踏まえて警備員増員や不審者対策の訓練、防護装備品・救急用品の増備など、JR東海と同様の対策に取り組んだ。
一方、利用者の間からは空港と同様の手荷物検査を導入するべきであるとの声も上がったが、JR東海の金子慎社長は「利便性を著しく損なうので、できないと考えている」として、現時点での導入は難しいとの見解を示している。

### 運輸規程・運輸規則の改正
事件を受けて、国土交通省は2018年11月、鉄道運輸規程を改正し、列車内への梱包されていない刃物の持ち込みを禁止する条項を加える方針を決定し、2019年4月1日より施行した。また2019年1月には、この事件を踏まえて旅客自動車運送事業運輸規則を改正し、バス・タクシーの車内においても梱包されていない刃物を持ち込むことを禁止する条項を追加することを公布し、こちらも4月1日より施行した。

### 日本国外メディアの反応
日本国外のメディアではBBCやFOXニュースが一報を知らせた。